# Biblioteca Nacional de Camerún
La Biblioteca Nacional de Camerún (en francés: Bibliothèque nationale du Cameroun) es la biblioteca nacional de Camerún. La biblioteca fue fundada en 1952 y está ubicada en la ciudad de Yaundé, capital de Camerún.
En el 2008, la biblioteca reportaba una colección de unos 64.000 libros y periódicos. Según las Naciones Unidas, en el 2010, el nivel de alfabetización entre la población adulta de Camerún era de un 71 por ciento.